# Shirsasana

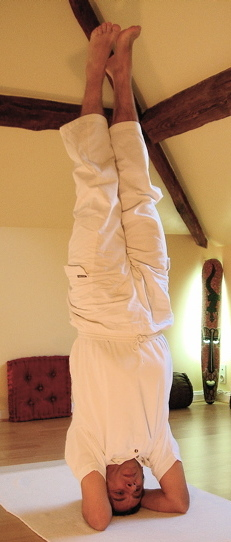
Shirsasana

Shirsasana o "Sirsasana", ovvero posizione capovolta o posizione sulla testa, è una āsana di Hatha Yoga della categoria delle "posizioni capovolte". Deriva dal sanscrito "sirsa" che significa testa e "āsana" che significa posizione.

## Scopo della posizione
La posizione ha lo scopo di irrorare la zona cerebrale di sangue e nel contempo di far defluire liquidi dalle gambe e dalle viscere.
(Heinz Grill)

## Posizione
Posizionarsi in ginocchio, appoggiando a terra gli avambracci e unendo le dita delle mani in modo da formare un triangolo con le braccia. Appoggiare la testa in contatto con le mani sotto il vertice del triangolo, vicino alle dita, e portare le ginocchia tra i gomiti. Sollevare le ginocchia fino a portare la schiena in posizione verticale con le gambe ripiegate. Allungare infine le gambe in una posizione completamente verticale. Tutto il peso è retto dalla testa.

## Varianti

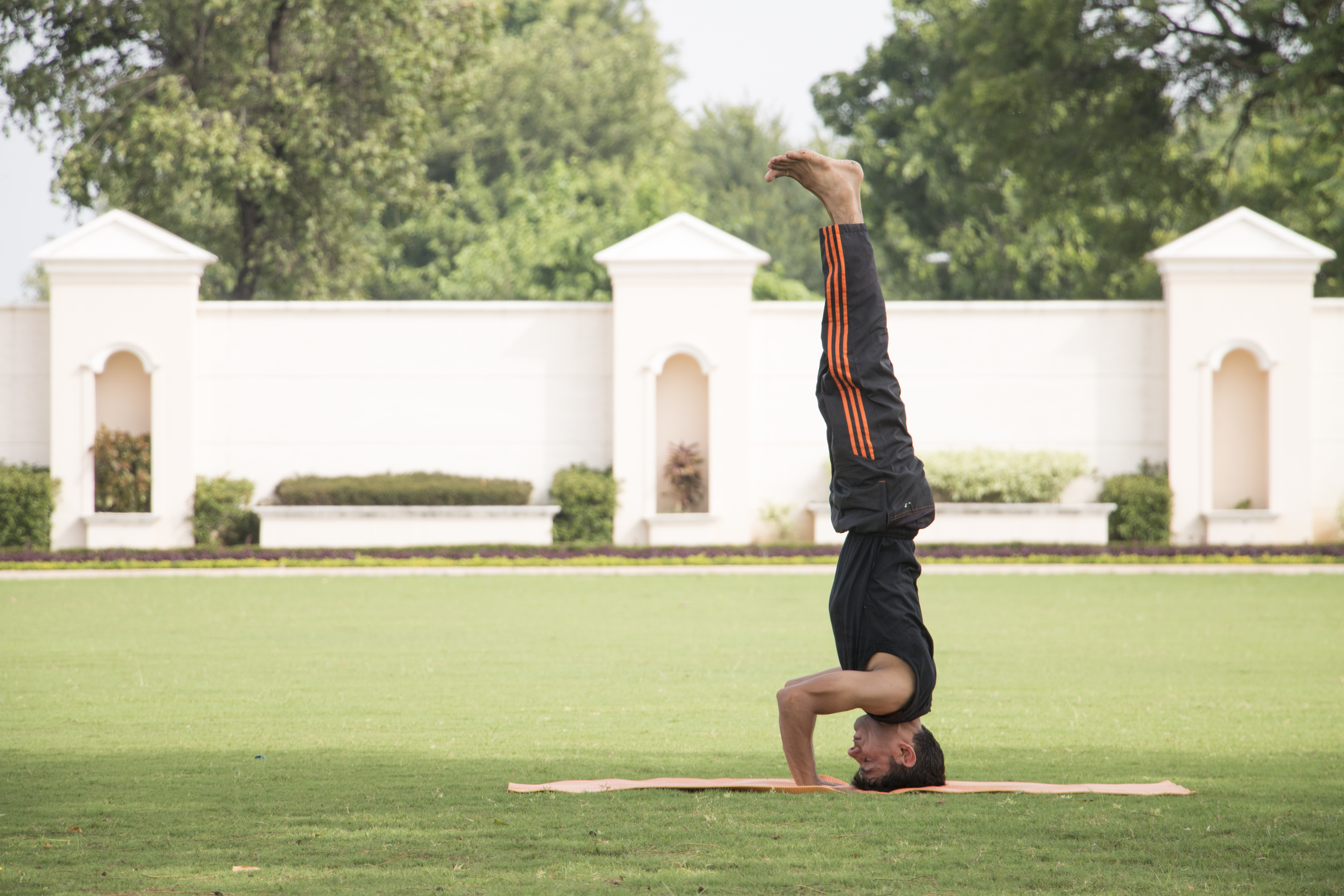
Kapalasana

Esiste la variante più semplice Kapalasana, dal sanscrito "kapala" che significa "cranio", e che prevede che invece di formare un triangolo con le braccia, ci si aiuti con le mani direttamente a terra. Questo aiuta a mantenere l'equilibrio e a fare maggiore forza verso terra.